# Hedda Gabler (1975)
Hedda Gabler ist ein britischer Spielfilm aus dem Jahre 1975 von  Trevor Nunn mit Glenda Jackson in der Titelrolle. Der Film basiert auf dem gleichnamigen Theaterstück (1890) von Henrik Ibsen.

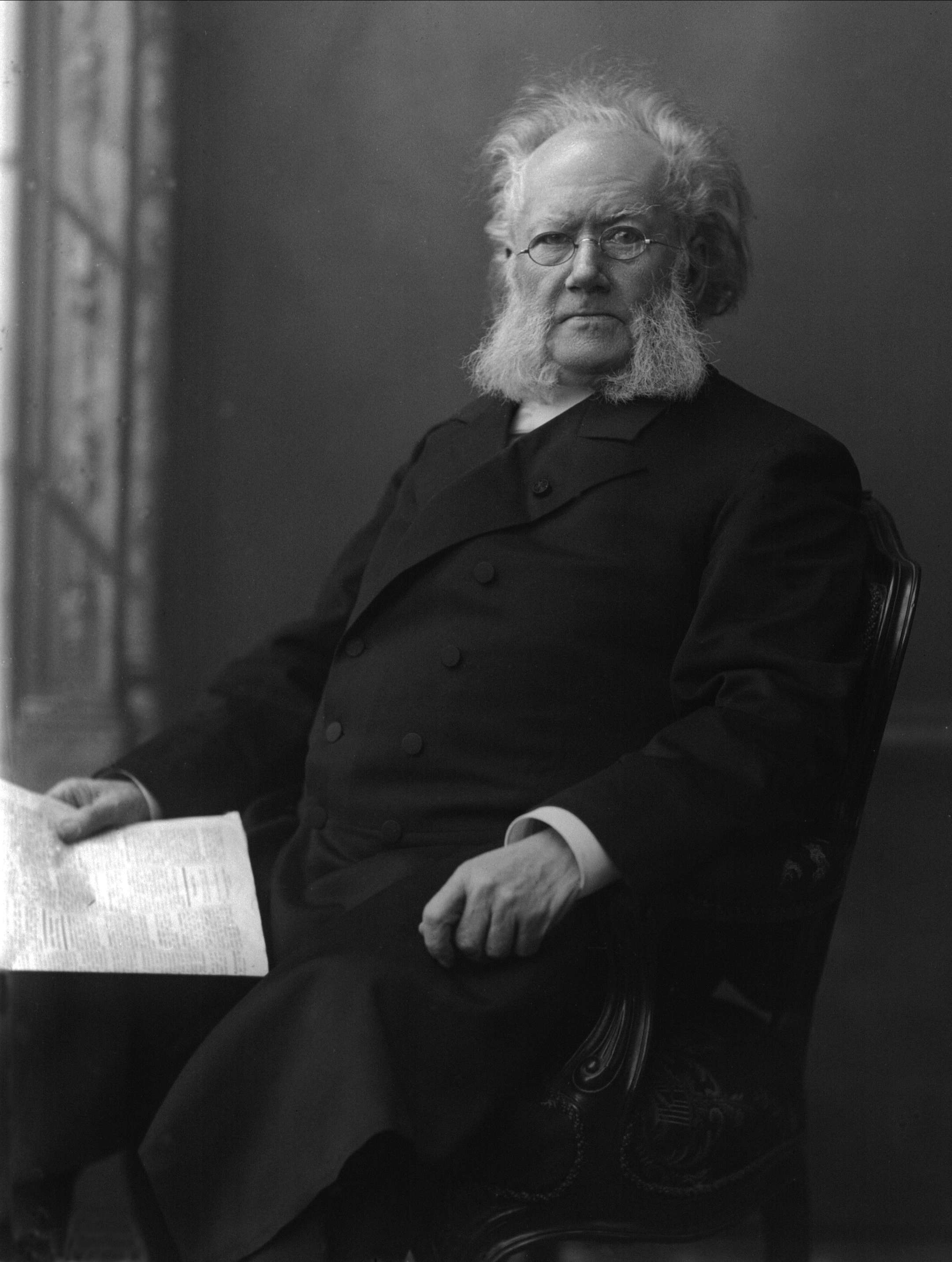
Schrieb Hedda Gabler: Henrik Ibsen

## Handlung
Der Film orientiert sich eng an Ibsens Bühnenvorlage. Die junge Schwedin Hedda Gabler hat aus Gründen gesellschaftlicher Anerkennung den Akademiker Jørgen Tesman geheiratet. Mit einem von ihm verfassten, wissenschaftlich untermauerten Buch erhofft sich Jørgen einerseits die Erlangung des Doktorgrads, andererseits aber auch eine Professur an einer angesehenen Universität. Heddas Ehe mit Jørgen ist lieblos, Gleichgültigkeit bestimmt allenthalben beider Alltag. Dies wird Hedda besonders klar, als sie erfährt, dass Ejlert Løvborg in der Stadt ist. Hedda und Ejlert verband vor einiger Zeit eine leidenschaftliche Liebesaffäre. Auch Løvborg hat ein Buch von wissenschaftlicher Bedeutung geschrieben und wird damit zur Gefahr für Tesmans beruflichen Ambitionen. Løvborgs Mitarbeiterin Thea, die für ihren Chef Gefühle hegt, reist ihm nach. Thea besucht Hedda und ihren entfremdeten Gatten und löst bei Hedda Eifersuchtsgefühle aus. Hedda versucht sich zwischen Thea und Løvborg zu drängen und erfährt von ihr Geheimnisse über dessen Leben auf dem Land. Gerichtsrat Brack, der gleichfalls bei Tesman zu Besuch weilt, berichtet diesem von Løvborgs schriftstellerischen Fortschritten. Dies löst bei Tesmans große Unruhe aus.
Hedda entfernt sich immer stärker mehr von ihrem Mann und versucht die Beziehung zu ihrer alten Liebe Løvborg wieder aufleben zu lassen. Dieser hat das gescheiterte Verhältnis mit Hedda nicht wirklich überwunden und betrinkt sich nach beider Wiedersehen auf einer Feier hemmungslos. Dieses Verhalten droht ihn gesellschaftlich zu desavouieren. Außerdem verschwindet auch noch sein Buchmanuskript spurlos. Hedda verschweigt Ejlert Løvborg, dass ihr Mann das Manuskript entdeckt und ihr überreicht hat. Sie bestärkt Løvborg in dessen Gefühl einer Ausweglosigkeit und übergibt ihm einen Revolver, ein Erbstück ihres Vaters, eines hohen Offiziers. In einem Anfall von Eifersucht gegenüber Thea, die Anteil an diesem Opus hatte, verbrennt Hedda das Manuskript. Daraufhin schießt Ejlert Løvborg sich in den Unterleib. Brack, der weiß, dass es sich bei dem Revolver um den Heddas handelt, versucht diese zu erpressen, um sie zu seiner Geliebten zu machen. Doch Hedda ist derart emanzipiert geworden, dass sie den Freitod einer neuen Gefangenschaft in einer Beziehung mit einem ungeliebten Mann vorzieht, und so erschießt sie sich.

## Produktionsnotizen und Nominierungen/Preise
Hedda Gabler wurde ab dem 19. Juni 1975, also während der Theater-Sommerpause in England, gedreht und am 19. Dezember 1975 in Los Angeles erstmals gezeigt. Im Herstellungsland Großbritannien wurde der Film erst im Februar 1977 erstaufgeführt. In Deutschland lief Hedda Gabler am 18. März 1977 an.
George Barrie war Herstellungsleiter. Ted Tester entwarf die Filmbauten, die Ausstattung schuf John Jarvis. Die Kostüme stammen von John Napier.
Glenda Jacksons Interpretation der Hedda brachte ihr eine Nominierung für den Oscar und den Golden Globe Award in der Kategorie Beste Hauptdarstellerin ein. Sie gewann hingegen den italienischen Filmpreis David.

## Wissenswertes
Der Film ist de facto die 1:1-Filmfassung der in der Spielzeit 1974/75 am Londoner Aldwych Theatre aufgeführten Hedda Gabler-Inszenierung der Royal Shakespeare-Gesellschaft. Auch in der Bühnenversion führte Trevor Nunn Regie, und sämtliche Schauspieler übernahmen in der Filmfassung ihre im Theaterstück interpretierten Rollen. Einige Außenaufnahmen entstanden in Schottland.

## Kritiken
Die Kritiken fielen nicht allzu enthusiastisch aus, lediglich Glenda Jacksons Interpretation der Hedda wurde hin und wieder gelobt.
Das Lexikon des internationalen Films befand: „Eine um Werktreue bemühte Adaption, die nicht alle Dimensionen des Stückes auszuschöpfen vermag. Die Gepflegtheit der Inszenierung in Darstellung und Bildarbeit führt zur Verflachung.“

„Diese Version von “Hedda Gabler” ist ganz und gar Miss Jacksons Hedda, und ich muss sagen, es macht viel Spaß zuzuschauen … Miss Jacksons technische  Kunstfertigkeit passt besonders gut zu einem Charakter wie Hedda.“

Der Movie & Video Guide schrieb: „Hedda Gabler erreicht ein Mindestmaß an Vitalität dank Jacksons auffallender Performance in der Titelrolle. So-so“.
Halliwell’s Film Guide charakterisierte den Film wie folgt: „Ziemlich flache Wiedergabe des Stücks, das mehr Aufmerksamkeit als angemessen erhalten hat.“